# فردینان ریرا
فردینان ریرا (متولد ۱۳ ژوئن ۱۹۸۴) فوتبالیست بازنشسته آلبانیایی است که در باشگاه دست دوم آلبانی Domozdova Prrenjas کاپیتان بود. خارج از زندگی فوتبالی، ریرا تاجر شناخته شده‌ای است که در پررنجاس کار می‌کند.